# Tom Hunting
Thomas "Tom" Hunting (1965. április 11. –) amerikai dobos, aki az Exodus amerikai thrash metal együttes tagjaként ismert.

## Zenei pályafutása
12 éves korában kezdett el gitározni, majd hamarosan dobokra váltott. Kedvenc lemezeit hallgatva, autodidakta módon tanult meg játszani, olyan együtteseket hallgatva, mint az AC/DC, az UFO, a Scorpions, Michael Schenker, Ted Nugent, a Motörhead vagy a Discharge. Az Exodusban alapítótag volt, és 1989-es kilépéséig három nagylemezen (Bonded by Blood, Pleasures of the Flesh, Fabulous Disaster) volt hallható a játéka. Kilépésnek oka az volt, hogy szeretett volna több időt tölteni a családjával, helyére John Tempesta került. 1990-ben csatlakozott az Angel Witch heavy metal zenekarhoz. 1993-ig volt a zenekar tagja, nagylemez azonban nem készült vele, mindössze két demón hallható a játéka.
Az 1990-es években Robb Flynn, Jason Newsted és Andreas Kisser társaságában játszott egy Sexoturica nevű projektben, ami három demót is rögzített, de hivatalosan egy sem jelent meg. Következő zenekara a thrash metalt játszó I4NI volt, John Torres basszusgitárossal és Brian Poole gitárossal. Ez a zenekar sem jutott el a nagylemezig, csakúgy, mint az 1994-ben alakult IR8 formáció, melyben Jason Newsted és Devin Townsend voltak a dobos partnerei.
Az évtized során Paul Baloff Piranha nevű zenekarában is felbukkant egy demó erejéig, de részt vett a Wardance zenekar létrehozásában is, amit Gary Holttal az Exodus gitárosával alapított. Itt ismerkedett meg Jack Gibson basszusgitárossal, aki később az Exodus tagja lett.
1997-ben az újjáalakult Exodus soraiban bukkant fel, játéka hallható volt az év közepén publikált Another Lesson in Violence koncertalbumon. 2001-ben az Exodus is részt vett a Thrash of the Titans nevű turnén, melyet a Testament-énekes, a rákban szenvedő Chuck Billy megsegítésére szerveztek. Új album 2004-ben jelent meg a Tempo of the Damned képében, majd Hunting ismét a távozás mellett döntött. Döntése hátterében ismét az állt, hogy szeretett volna több időt tölteni otthonában, valamint depressziója, és pánikrohamai is súlyosbították a helyzetet. Helyére Paul Bostaph került. Ezután a külvilágtól elvonulva, a hegyekbe költözött, mígnem 2007-ben visszatért a zenekarba. Az azóta megjelent lemezeken (The Atrocity Exhibition… Exhibit A, Let There Be Blood, Exhibit B: The Human Condition, Blood In, Blood Out) már ismét az ő játéka hallható. A Blood In, Blood Out lemez felvételei közben rögzítettek egy Angel of Death című Angel Witch-feldolgozást, melyet Hunting énekelt fel.
Jack Gibson basszusgitárossal van egy country-bluegrass projektje, a Coffin Hunter, mely ugyan csak hobbizenekar, de már lemezt is megjelentetett.
Játékstílusára az alábbi zenészek és zenekarok voltak hatással: Creedence Clearwater Revival, John Bonham (Led Zeppelin), Keith Moon (The Who), Neil Peart (Rush), Michael Derosier (Heart) és Clive Burr (ex-Iron Maiden).

## Diszkográfia

### Exodus albumok
- Bonded by Blood (1985)
- Pleasures of the Flesh (1987)
- Fabulous Disaster (1989)
- Lessons in Violence(1992)
- Another Lesson in Violence (1997)
- Tempo of the Damned (2004)
- The Atrocity Exhibition… Exhibit A (2007)
- Let There Be Blood (2008)
- Shovel Headed Tour Machine: Live At Wacken & Other Assorted Atrocities (2010) (DVD)
- Exhibit B: The Human Condition (2010)
- Blood In, Blood Out (2014)

### Coffin Hunter
- Coffin Lord (2017) EP

## Felszerelés
Dobok (Yamaha):
- 22" x 17" Oak Custom Bass Drum
- 10" x 8" Oak Custom Tom Tom
- 12" x 9" Oak Custom Tom Tom
- 16" x 16" Oak Custom Floor Tom
- 18" x 16" Oak Custom Floor Tom
- 14" x 6.5" Yamaha Maple Snare Drum

Cintányérok (Meinl):
- 14" Mb8 Medium Hi-Hats (Left)
- 14" Soundcaster Custom Medium Hi-Hat (right)
- 08" Soundcaster Custom Splash
- 12" Soundcaster Custom Splash
- 16" Mb8 Medium Crash
- 17" Mb8 Medium Crash
- 18" Mb8 Medium Crash
- 17" Mb10 China
- 22" Mb20 Heavy Bell Ride

-dobverők: (2)Vic Firth Extreme 5B